# Список лауреатов Нобелевской премии по физиологии или медицине
Нобелевская премия по физиологии или медицине (швед. Nobelpriset i fysiologi eller medicin) — престижная награда за научные достижения в области физиологии и медицины, ежегодно вручаемая Нобелевским фондом в Стокгольме. Одна из пяти Нобелевских премий.

## История
Нобелевская премия по физиологии или медицине была учреждена Альфредом Нобелем в его завещании, написанном 27 ноября 1895 года в Париже, где она упоминается третьей:

Указанные проценты следует разделить на пять равных частей, которые предназначаются: […] третья — тому, кто
добился выдающихся успехов в области физиологии или медицины
Оригинальный текст (швед.)Räntan delas i fem lika delar som tillfalla: […] en del den som har gjort den vigtigaste upptäckt inom fysiologiens eller medicinens domän
Нобелевская премия по физиологии или медицине вручается ежегодно с 1901 года, кроме 1915, 1916, 1917, 1918, 1921, 1925, 1940, 1941 и 1942. Первым лауреатом стал Эмиль Адольф фон Беринг. По состоянию на август 2022 года известно о 224 учёных, которые получили премию. Последними двумя являются граждане США Дэвид Джулиус и Ардем Патапутян, получившие премию «за открытие рецепторов температуры и прикосновения».

## Кто может выдвигать кандидатов
Согласно уставу Нобелевского фонда, выдвигать кандидатов могут следующие лица:
1. члены Нобелевской ассамблеи Каролинского института;
2. члены медицинского отделения Королевской академии наук Швеции;
3. лауреаты Нобелевских премий в области физиологии и медицины;
4. члены Нобелевского комитета Каролинского института, в дополнение к пункту 1;
5. профессора медицинских учреждений Швеции, а также соответствующие члены медицинских учреждений или соответствующие коллеги из Дании, Финляндии, Исландии и Норвегии;
6. лица, занимающие соответствующие посты по меньшей мере в шести других медицинских учреждениях;
7. другие учёные, от которых Ассамблея сочтёт нужным принять предложения.

Выбор лиц, упомянутых в пунктах 6 и 7, должен быть сделан Нобелевским комитетом до конца мая каждого года.
Отбор кандидатов производит Нобелевский комитет по физиологии или медицине. Из их числа Нобелевская ассамблея Каролинского института выбирает лауреатов. Одновременно могут быть поощрены одна или две работы, но при этом общее число награждённых не должно превышать трёх.

## Награждение
Лауреатов премии по физиологии или медицине обычно объявляют в начале октября. Церемония вручения премии проходит в Стокгольме 10 декабря, в день смерти Альфреда Нобеля. Как и лауреатам других Нобелевских премий, лауреатам премии по физиологии или медицине вручают диплом и медаль, а также денежное вознаграждение. Медаль для лауреатов в области физиологии или медицины отличается реверсом — на нём изображена женщина с раскрытой книгой на коленях, олицетворяющая гений медицины, которая собирает воду, льющуюся из камня, чтобы утолить жажду больной девочки, стоящей рядом с ней.

## Список лауреатов
| 1900-е | 1910-е | 1920-е | 1930-е | 1940-е | 1950-е | 1960-е | 1970-е | 1980-е | 1990-е | 2000-е | 2010-е | 2020-е |
| ------ | ------ | ------ | ------ | ------ | ------ | ------ | ------ | ------ | ------ | ------ | ------ | ------ |

### 1900-е годы
| Год  | Портрет                   | Страна, лауреат                       | Обоснование награды | Источник информации |
| ---- | ------------------------- | ------------------------------------- | --- | ------------------- |
| 1901 | Эмиль Адольф фон Беринг   | Эмиль Адольф фон Беринг (1854—1917)   | За работу по сывороточной терапии, главным образом за её применение при лечении дифтерии, что открыло новые пути в медицинской науке и дало в руки врачей победоносное оружие против болезни и смерти. Оригинальный текст (англ.)for his work on serum therapy, especially its application against diphtheria, by which he has opened a new road in the domain of medical science and thereby placed in the hands of the physician a victorious weapon against illness and deaths | [ 4 ]               |
| 1902 | Рональд Росс              | Рональд Росс (1857—1932)              | За работу по малярии, в которой он показал, как возбудитель попадает в организм, и тем самым заложил основу для дальнейших успешных исследований в этой области и разработки методов борьбы с малярией. Оригинальный текст (англ.)for his work on malaria, by which he has shown how it enters the organism and thereby has laid the foundation for successful research on this disease and methods of combating it                                                               | [ 11 ]              |
| 1903 | Нильс Рюберг Финзен       | Нильс Рюберг Финзен (1860—1904)       | В знак признания его заслуг в деле лечения болезней, особенно обыкновенной (туберкулёзной) волчанки, с помощью концентрированного светового излучения, что открыло перед медицинской наукой новые широкие горизонты. Оригинальный текст (англ.)in recognition of his contribution to the treatment of diseases, especially lupus vulgaris, with concentrated light radiation, whereby he has opened a new avenue for medical science                                              | [ 12 ]              |
| 1904 | Иван Петрович Павлов      | Иван Петрович Павлов (1849—1936)      | За труды по физиологии пищеварения, расширившие и изменившие понимание жизненно важных аспектов этого вопроса. Оригинальный текст (англ.)in recognition of his work on the physiology of digestion, through which knowledge on vital aspects of the subject has been transformed and enlarged | [ 13 ]              |
| 1905 | Роберт Кох                | Роберт Кох (1843—1910)                | За исследования и открытия, касающиеся лечения туберкулёза. Оригинальный текст (англ.)for his investigations and discoveries in relation to tuberculosis | [ 14 ]              |
| 1906 | Камилло Гольджи           | Камилло Гольджи (1843—1926)           | В знак признания трудов о строении нервной системы. Оригинальный текст (англ.)in recognition of their work on the structure of the nervous system | [ 15 ]              |
| 1906 | Сантьяго Рамон-и-Кахаль   | Сантьяго Рамон-и-Кахаль (1852—1934)   | В знак признания трудов о строении нервной системы. Оригинальный текст (англ.)in recognition of their work on the structure of the nervous system | [ 15 ]              |
| 1907 | Шарль Луи Альфонс Лаверан | Шарль Луи Альфонс Лаверан (1845—1922) | За исследование роли простейших в заболеваниях. Оригинальный текст (англ.)in recognition of his work on the role played by protozoa in causing diseases | [ 16 ]              |
| 1908 | Илья Ильич Мечников       | Илья Ильич Мечников (1845—1916)       | За труды по иммунитету Оригинальный текст (англ.)in recognition of their work on immunity | [ 17 ]              |
| 1908 | Пауль Эрлих               | Пауль Эрлих (1854—1915)               | За труды по иммунитету Оригинальный текст (англ.)in recognition of their work on immunity | [ 17 ]              |
| 1909 | Эмиль Теодор Кохер        | Эмиль Теодор Кохер (1841—1917)        | За работы в области физиологии, патологии и хирургии щитовидной железы. Оригинальный текст (англ.)for his work on the physiology, pathology and surgery of the thyroid gland | [ 18 ]              |

### 1910-е годы
| Год  | Портрет           | Страна, лауреат                                    | Обоснование награды | Источник информации |
| ---- | ----------------- | -------------------------------------------------- | --- | ------------------- |
| 1910 | Альбрехт Коссель  | Альбрехт Коссель (1853—1927)                       | За вклад в изучение химии клетки, внесённый исследованиями белков, включая нуклеиновые вещества. Оригинальный текст (англ.)in recognition of the contributions to our knowledge of cell chemistry made through his work on proteins, including the nucleic substances | [ 19 ]              |
| 1911 | Альвар Гульстранд | Альвар Гульстранд (1862—1930)                      | За работу по диоптрике глаза. Оригинальный текст (англ.)for his work on the dioptrics of the eye | [ 20 ]              |
| 1912 | Алексис Каррель   | Алексис Каррель (1873—1944)                        | За признание работы по сосудистому шву и трансплантации кровеносных сосудов и органов. Оригинальный текст (англ.)in recognition of his work on vascular suture and the transplantation of blood vessels and organs                                                    | [ 21 ]              |
| 1913 | Шарль Рише        | Шарль Рише (1850—1935)                             | В знак признания его работ по анафилаксии. Оригинальный текст (англ.)in recognition of his work on anaphylaxis | [ 22 ]              |
| 1914 | Роберт Барани     | Роберт Барани (1876—1936) (присуждена в 1915 году) | За работы по физиологии и патологии вестибулярного аппарата. Оригинальный текст (англ.)for his work on the physiology and pathology of the vestibular apparatus | [ 23 ]              |
| 1915 |                   | Премия не присуждалась.                            | Денежные средства включены в спецфонд секции. | [ 24 ]              |
| 1916 |                   | Премия не присуждалась.                            | Денежные средства включены в спецфонд секции. | [ 25 ]              |
| 1917 |                   | Премия не присуждалась.                            | Денежные средства включены в спецфонд секции. | [ 26 ]              |
| 1918 |                   | Премия не присуждалась.                            | Денежные средства включены в спецфонд секции. | [ 27 ]              |
| 1919 | Жюль Борде        | Жюль Борде (1870—1961) (присуждена в 1920 году)    | За открытия, связанные с иммунитетом. Оригинальный текст (англ.)for his discoveries relating to immunity | [ 28 ]              |

### 1920-е годы
| Год  | Портрет                  | Страна, лауреат                                       | Обоснование награды | Источник информации |
| ---- | ------------------------ | ----------------------------------------------------- | --- | ------------------- |
| 1920 | Август Крог              | Август Крог (1874—1949)                               | За открытие механизма регуляции просвета капилляров. Оригинальный текст (англ.)for his discovery of the capillary motor regulating mechanism | [ 29 ]              |
| 1921 |                          | Премия не присуждалась.                               | Денежные средства включены в спецфонд секции. | [ 30 ]              |
| 1922 | Арчибалд Хилл            | Арчибалд Хилл (1886—1977)                             | За открытия в области теплообразования в мышце. Оригинальный текст (англ.)for his discovery relating to the production of heat in the muscle | [ 31 ]              |
| 1922 | Отто Мейергоф            | Отто Мейергоф (1884—1951) (присуждена в 1923 году)    | За открытие тесной взаимосвязи между процессом поглощения кислорода и метаболизмом молочной кислоты в мышце. Оригинальный текст (англ.)for his discovery of the fixed relationship between the consumption of oxygen and the metabolism of lactic acid in the muscle | [ 31 ]              |
| 1923 | Фредерик Бантинг         | Фредерик Бантинг (1891—1941)                          | За открытие инсулина. Оригинальный текст (англ.)for the discovery of insulin | [ 32 ]              |
| 1923 | Джон Маклеод             | Джон Маклеод (1876—1935)                              | За открытие инсулина. Оригинальный текст (англ.)for the discovery of insulin | [ 32 ]              |
| 1924 | Виллем Эйнтховен         | Виллем Эйнтховен (1860—1927)                          | За открытие механизма электрокардиограммы. Оригинальный текст (англ.)for his discovery of the mechanism of the electrocardiogram | [ 33 ]              |
| 1925 |                          | Премия не присуждалась.                               | Денежные средства включены в спецфонд секции. | [ 34 ]              |
| 1926 | Йоханнес Фибигер         | Йоханнес Фибигер (1867—1928) (присуждена в 1927 году) | За открытие карциномы, вызываемой Spiroptera. Оригинальный текст (англ.)for his discovery of the Spiroptera carcinoma | [ 35 ]              |
| 1927 | Юлиус Вагнер-Яурегг      | Юлиус Вагнер-Яурегг (1857—1940)                       | За открытие терапевтического эффекта заражения малярией при лечении прогрессивного паралича. Оригинальный текст (англ.)for his discovery of the therapeutic value of malaria inoculation in the treatment of dementia paralytica                                     | [ 36 ]              |
| 1928 | Шарль Николь             | Шарль Николь (1866—1936)                              | Установление передатчика сыпного тифа — платяной вши. Оригинальный текст (англ.)for his work on typhus | [ 37 ]              |
| 1929 | Христиан Эйкман          | Христиан Эйкман (1858—1930)                           | За вклад в открытие витаминов. Оригинальный текст (англ.)for his discovery of the antineuritic vitamin | [ 38 ]              |
| 1929 | Фредерик Гоуленд Хопкинс | Фредерик Гоуленд Хопкинс (1861—1947)                  | За открытие витаминов, стимулирующих процессы роста. Оригинальный текст (англ.)for his discovery of the growth-stimulating vitamins | [ 38 ]              |

### 1930-е годы
| Год  | Портрет                 | Страна, лауреат                                     | Обоснование награды | Источник информации |
| ---- | ----------------------- | --------------------------------------------------- | --- | ------------------- |
| 1930 | Карл Ландштейнер        | Карл Ландштейнер (1868—1943)                        | За открытие групп крови человека. Оригинальный текст (англ.)for his discovery of human blood groups | [ 39 ]              |
| 1931 | Отто Генрих Варбург     | Отто Генрих Варбург (1883—1970)                     | За открытие природы и механизма действия дыхательного фермента. Оригинальный текст (англ.)for his discovery of the nature and mode of action of the respiratory enzyme | [ 40 ]              |
| 1932 | Чарльз Скотт Шеррингтон | Чарльз Скотт Шеррингтон (1857—1952)                 | За открытия, касающиеся функций нейронов. Оригинальный текст (англ.)for their discoveries regarding the functions of neurons | [ 41 ]              |
| 1932 | Эдгар Дуглас Эдриан     | Эдгар Дуглас Эдриан (1889—1977)                     | За открытия, касающиеся функций нейронов. Оригинальный текст (англ.)for their discoveries regarding the functions of neurons | [ 41 ]              |
| 1933 | Томас Хант Морган       | Томас Хант Морган (1886—1945)                       | За открытия, связанные с ролью хромосом в наследственности. Оригинальный текст (англ.)for his discoveries concerning the role played by the chromosome in heredity | [ 42 ]              |
| 1934 | Джордж Уипл             | Джордж Уипл (1878—1976)                             | За открытия, связанные с применением печени в лечении пернициозной анемии. Оригинальный текст (англ.)for their discoveries concerning liver therapy in cases of anaemia | [ 43 ]              |
| 1934 | Джордж Майнот           | Джордж Майнот (1885—1950)                           | За открытия, связанные с применением печени в лечении пернициозной анемии. Оригинальный текст (англ.)for their discoveries concerning liver therapy in cases of anaemia | [ 43 ]              |
| 1934 | Уильям Мерфи            | Уильям Мерфи (1892—1987)                            | За открытия, связанные с применением печени в лечении пернициозной анемии. Оригинальный текст (англ.)for their discoveries concerning liver therapy in cases of anaemia | [ 43 ]              |
| 1935 | Ханс Шпеман             | Ханс Шпеман (1869—1941)                             | За открытие организующих эффектов в эмбриональном развитии. Оригинальный текст (англ.)for his discovery of the organizer effect in embryonic development | [ 44 ]              |
| 1936 | Генри Дейл              | Генри Дейл (1875—1968)                              | За открытия, связанные с химической передачей нервных импульсов. Оригинальный текст (англ.)for their discoveries relating to chemical transmission of nerve impulses | [ 45 ]              |
| 1936 | Отто Лёви               | Отто Лёви (1873—1961)                               | За открытия, связанные с химической передачей нервных импульсов. Оригинальный текст (англ.)for their discoveries relating to chemical transmission of nerve impulses | [ 45 ]              |
| 1937 | Альберт Сент-Дьёрдьи    | Альберт Сент-Дьёрдьи (1893—1986)                    | За открытия в области процессов биологического окисления, связанные в особенности с изучением витамина С и катализа фумаровой кислоты. Оригинальный текст (англ.)for his discoveries in connection with the biological combustion processes, with special reference to vitamin C and the catalysis of fumaric acid | [ 46 ]              |
| 1938 | Корней Хейманс          | Корней Хейманс (1892—1968) (присуждена в 1939 году) | За открытие роли синусного и аортального механизмов в регуляции дыхания. Оригинальный текст (англ.)for the discovery of the role played by the sinus and aortic mechanisms in the regulation of respiration | [ 47 ]              |
| 1939 | Герхард Домагк          | Герхард Домагк(1895—1964)                           | За открытие антибактериального эффекта пронтозила Оригинальный текст (англ.)for the discovery of the antibacterial effects of prontosil | [ 48 ]              |

1. ↑  Власти нацистской Германии запретили Герхарду Домагку получение Нобелевской премии. Позже он получил диплом и медаль лауреата, но не денежную часть приза[3].

### 1940-е годы
| Год  | Портрет                | Страна, лауреат                                             | Обоснование награды | Источник информации |
| ---- | ---------------------- | ----------------------------------------------------------- | --- | ------------------- |
| 1940 |                        | Премия не присуждалась.                                     | Денежные средства включены в спецфонд секции (2⁄3) и Нобелевский фонд (1⁄3). | [ 49 ]              |
| 1941 |                        | Премия не присуждалась.                                     | Денежные средства включены в спецфонд секции (2⁄3) и Нобелевский фонд (1⁄3). | [ 50 ]              |
| 1942 |                        | Премия не присуждалась.                                     | Денежные средства включены в спецфонд секции (2⁄3) и Нобелевский фонд (1⁄3). | [ 51 ]              |
| 1943 | Хенрик Карл Петер Дам  | Хенрик Карл Петер Дам (1895—1976)                           | За открытие витамина К. Оригинальный текст (англ.)for his discovery of vitamin K | [ 52 ]              |
| 1943 | Эдуард Адальберт Дойзи | Эдуард Адальберт Дойзи (1893—1986) (присуждена в 1944 году) | За открытие химической структуры витамина К. Оригинальный текст (англ.)for his discovery of the chemical nature of vitamin K | [ 52 ]              |
| 1944 | Джозеф Эрлангер        | Джозеф Эрлангер (1874—1965)                                 | За открытия, имеющие отношение к высокодифференцированным функциям отдельных нервных волокон. Оригинальный текст (англ.)for their discoveries relating to the highly differentiated functions of single nerve fibres                                               | [ 53 ]              |
| 1944 | Герберт Спенсер Гассер | Герберт Спенсер Гассер (1888—1963)                          | За открытия, имеющие отношение к высокодифференцированным функциям отдельных нервных волокон. Оригинальный текст (англ.)for their discoveries relating to the highly differentiated functions of single nerve fibres                                               | [ 53 ]              |
| 1945 | Александр Флеминг      | Александр Флеминг (1881—1955)                               | За открытие пенициллина и его целебного воздействия при различных инфекционных болезнях. Оригинальный текст (англ.)for the discovery of penicillin and its curative effect in various infectious diseases                                                          | [ 54 ]              |
| 1945 | Эрнст Борис Чейн       | Эрнст Борис Чейн (1906—1979)                                | За открытие пенициллина и его целебного воздействия при различных инфекционных болезнях. Оригинальный текст (англ.)for the discovery of penicillin and its curative effect in various infectious diseases                                                          | [ 54 ]              |
| 1945 | Хоуард Уолтер Флори    | Хоуард Уолтер Флори (1898—1968)                             | За открытие пенициллина и его целебного воздействия при различных инфекционных болезнях. Оригинальный текст (англ.)for the discovery of penicillin and its curative effect in various infectious diseases                                                          | [ 54 ]              |
| 1946 |                        | Герман Джозеф Мёллер (1890—1967)                            | За открытие появления мутаций под влиянием рентгеновского излучения. Оригинальный текст (англ.)for the discovery of the production of mutations by means of X-ray irradiation                                                                                      | [ 55 ]              |
| 1947 | Карл Фердинанд Кори    | Карл Фердинанд Кори (1896—1984) (1⁄4 премии)                | За открытие каталитического превращения гликогена. Оригинальный текст (англ.)for their discovery of the course of the catalytic conversion of glycogen | [ 56 ]              |
| 1947 | Герти Тереза Кори      | Герти Тереза Кори (1896—1957) (1⁄4 премии)                  | За открытие каталитического превращения гликогена. Оригинальный текст (англ.)for their discovery of the course of the catalytic conversion of glycogen | [ 56 ]              |
| 1947 | Бернардо Альберто Усай | Бернардо Альберто Усай (1887—1971) (1⁄2 премии)             | За открытие роли гормонов передней доли гипофиза в метаболизме глюкозы. Оригинальный текст (англ.)for his discovery of the part played by the hormone of the anterior pituitary lobe in the metabolism of sugar                                                    | [ 56 ]              |
| 1948 | Пауль Герман Мюллер    | Пауль Герман Мюллер (1899—1965)                             | За открытие высокой эффективности ДДТ как контактного яда. Оригинальный текст (англ.)for his discovery of the high efficiency of DDT as a contact poison against several arthropods                                                                                | [ 57 ]              |
| 1949 | Вальтер Гесс           | Вальтер Гесс (1881—1973) (1⁄2 премии)                       | За открытие функциональной организации промежуточного мозга как координатора активности внутренних органов. Оригинальный текст (англ.)for his discovery of the functional organization of the interbrain as a coordinator of the activities of the internal organs | [ 58 ]              |
| 1949 | Антониу Эгаш Мониш     | Антониу Эгаш Мониш (1874—1955) (1⁄2 премии)                 | За открытие терапевтического воздействия лейкотомии при некоторых психических заболеваниях. Оригинальный текст (англ.)for his discovery of the therapeutic value of leucotomy in certain psychoses открытие не подтвердилось практикой см. Лоботомия               | [ 58 ]              |

### 1950-е годы
| Год  | Портрет                       | Страна, лауреат                              | Обоснование награды | Источник информации |
| ---- | ----------------------------- | -------------------------------------------- | --- | ------------------- |
| 1950 | Эдуард Кендалл                | Эдуард Кендалл (1886—1972)                   | За открытия, касающиеся гормонов коры надпочечников, их структуры и биологических эффектов. Оригинальный текст (англ.)for their discoveries relating to the hormones of the adrenal cortex, their structure and biological effects | [ 59 ]              |
| 1950 | Тадеуш Рейхштейн              | Тадеуш Рейхштейн (1897—1996)                 | За открытия, касающиеся гормонов коры надпочечников, их структуры и биологических эффектов. Оригинальный текст (англ.)for their discoveries relating to the hormones of the adrenal cortex, their structure and biological effects | [ 59 ]              |
| 1950 | Филип Хенч (1896—1965)        |                                              | За открытия, касающиеся гормонов коры надпочечников, их структуры и биологических эффектов. Оригинальный текст (англ.)for their discoveries relating to the hormones of the adrenal cortex, their structure and biological effects | [ 59 ]              |
| 1951 | Макс Тейлер                   | Макс Тейлер (1899—1972)                      | За открытия, связанные с жёлтой лихорадкой, и борьбу с ней. Оригинальный текст (англ.)for his discoveries concerning yellow fever and how to combat it | [ 60 ]              |
| 1952 | Зельман Ваксман               | Зельман Ваксман (1888—1973)                  | За открытие стрептомицина, первого антибиотика, эффективного при лечении туберкулёза. Оригинальный текст (англ.)for his discovery of streptomycin, the first antibiotic effective against tuberculosis | [ 61 ]              |
| 1953 | Ханс Адольф Кребс             | Ханс Адольф Кребс (1900—1981) (1⁄2 премии)   | За открытие цикла лимонной кислоты. Оригинальный текст (англ.)for his discovery of the citric acid cycle | [ 62 ]              |
| 1953 | Фриц Альберт Липман           | Фриц Альберт Липман (1899—1986) (1⁄2 премии) | За открытие кофермента А и его значения для промежуточных стадий метаболизма. Оригинальный текст (англ.)for his discovery of co-enzyme A and its importance for intermediary metabolism | [ 62 ]              |
| 1954 | Джон Эндерс                   | Джон Эндерс (1897—1985)                      | За открытие способности вируса полиомиелита расти в культурах различных тканей. Оригинальный текст (англ.)for their discovery of the ability of poliomyelitis viruses to grow in cultures of various types of tissue | [ 63 ]              |
| 1954 | Томас Уэллер (1915—2008)      |                                              | За открытие способности вируса полиомиелита расти в культурах различных тканей. Оригинальный текст (англ.)for their discovery of the ability of poliomyelitis viruses to grow in cultures of various types of tissue | [ 63 ]              |
| 1954 | Фредерик Роббинс              | Фредерик Роббинс (1916—2003)                 | За открытие способности вируса полиомиелита расти в культурах различных тканей. Оригинальный текст (англ.)for their discovery of the ability of poliomyelitis viruses to grow in cultures of various types of tissue | [ 63 ]              |
| 1955 | Хуго Теорелль                 | Хуго Теорелль (1903—1982)                    | За открытия, касающиеся природы и механизма действия окислительных ферментов. Оригинальный текст (англ.)for his discoveries concerning the nature and mode of action of oxidation enzymes | [ 64 ]              |
| 1956 |                               | Андре Курнан (1895—1988)                     | За открытия, касающиеся катетеризации сердца и патологических изменений в системе кровообращения. Оригинальный текст (англ.)their discoveries concerning heart catheterization and pathological changes in the circulatory system | [ 65 ]              |
| 1956 | Вернер Форсман                | Вернер Форсман (1904—1979)                   | За открытия, касающиеся катетеризации сердца и патологических изменений в системе кровообращения. Оригинальный текст (англ.)their discoveries concerning heart catheterization and pathological changes in the circulatory system | [ 65 ]              |
| 1956 | Диккинсон Ричардс (1895—1973) |                                              | За открытия, касающиеся катетеризации сердца и патологических изменений в системе кровообращения. Оригинальный текст (англ.)their discoveries concerning heart catheterization and pathological changes in the circulatory system | [ 65 ]              |
| 1957 | Даниеле Бове                  | Даниеле Бове (1907—1992)                     | За открытия, касающиеся синтетических соединений, блокирующих действие некоторых веществ организма, и за обнаружение их действия на сосудистую систему и мышцы. Оригинальный текст (англ.)for his discoveries relating to synthetic compounds that inhibit the action of certain body substances, and especially their action on the vascular system and the skeletal muscles | [ 66 ]              |
| 1958 |                               | Джордж Бидл (1903—1989) (1⁄4 премии)         | За открытия, касающиеся роли генов в специфических биохимических процессах. Оригинальный текст (англ.)their discovery that genes act by regulating definite chemical events | [ 67 ]              |
| 1958 | Эдуард Тейтем                 | Эдуард Тейтем (1909—1975) (1⁄4 премии)       | За открытия, касающиеся роли генов в специфических биохимических процессах. Оригинальный текст (англ.)their discovery that genes act by regulating definite chemical events | [ 67 ]              |
| 1958 | Джошуа Ледерберг              | Джошуа Ледерберг (1925—2008) (1⁄2 премии)    | За открытия, касающиеся генетической рекомбинации и организации генетического материала у бактерий. Оригинальный текст (англ.)for his discoveries concerning genetic recombination and the organization of the genetic material of bacteria | [ 67 ]              |
| 1959 | Северо Очоа                   | Северо Очоа (1905—1993)                      | За открытие механизмов биологического синтеза рибонуклеиновой и дезоксирибонуклеиновой кислот. Оригинальный текст (англ.)for their discovery of the mechanisms in the biological synthesis of ribonucleic acid and deoxyribonucleic acid | [ 68 ]              |
| 1959 | Артур Корнберг                | Артур Корнберг (1918—2007)                   | За открытие механизмов биологического синтеза рибонуклеиновой и дезоксирибонуклеиновой кислот. Оригинальный текст (англ.)for their discovery of the mechanisms in the biological synthesis of ribonucleic acid and deoxyribonucleic acid | [ 68 ]              |

### 1960-е годы
| Год  | Портрет                 | Страна, лауреат                     | Обоснование награды | Источник информации |
| ---- | ----------------------- | ----------------------------------- | --- | ------------------- |
| 1960 | Фрэнк Макфарлейн Бёрнет | Фрэнк Макфарлейн Бёрнет (1899—1985) | За открытие приобретенной иммунной толерантности (переносимости). Оригинальный текст (англ.)for discovery of acquired immunological tolerance | [ 69 ]              |
| 1960 | Питер Брайан Медавар    | Питер Брайан Медавар (1915—1987)    | За открытие приобретенной иммунной толерантности (переносимости). Оригинальный текст (англ.)for discovery of acquired immunological tolerance | [ 69 ]              |
| 1961 | Дьёрдь фон Бекеши       | Дьёрдь фон Бекеши (1899—1972)       | За открытие физических механизмов восприятия раздражения улиткой. Оригинальный текст (англ.)for his discoveries of the physical mechanism of stimulation within the cochlea | [ 70 ]              |
| 1962 | Фрэнсис Крик            | Фрэнсис Крик (1916—2004)            | За открытия, касающиеся молекулярной структуры нуклеиновых кислот и их значения для передачи информации в живых системах. Оригинальный текст (англ.)for their discoveries concerning the molecular structure of nucleic acids and its significance for information transfer in living material                     | [ 71 ]              |
| 1962 | Джеймс Уотсон           | Джеймс Уотсон (1928)                | За открытия, касающиеся молекулярной структуры нуклеиновых кислот и их значения для передачи информации в живых системах. Оригинальный текст (англ.)for their discoveries concerning the molecular structure of nucleic acids and its significance for information transfer in living material                     | [ 71 ]              |
| 1962 | Морис Уилкинс           | Морис Уилкинс (1916—2004)           | За открытия, касающиеся молекулярной структуры нуклеиновых кислот и их значения для передачи информации в живых системах. Оригинальный текст (англ.)for their discoveries concerning the molecular structure of nucleic acids and its significance for information transfer in living material                     | [ 71 ]              |
| 1963 | Джон Экклс              | Джон Экклс (1903—1997)              | За открытия, касающиеся ионных механизмов возбуждения и торможения в периферических и центральных участках нервных клеток. Оригинальный текст (англ.)for their discoveries concerning the ionic mechanisms involved in excitation and inhibition in the peripheral and central portions of the nerve cell membrane | [ 72 ]              |
| 1963 | Алан Ходжкин            | Алан Ходжкин (1914—1998)            | За открытия, касающиеся ионных механизмов возбуждения и торможения в периферических и центральных участках нервных клеток. Оригинальный текст (англ.)for their discoveries concerning the ionic mechanisms involved in excitation and inhibition in the peripheral and central portions of the nerve cell membrane | [ 72 ]              |
| 1963 | Эндрю Филдинг Хаксли    | Эндрю Филдинг Хаксли (1917—2012)    | За открытия, касающиеся ионных механизмов возбуждения и торможения в периферических и центральных участках нервных клеток. Оригинальный текст (англ.)for their discoveries concerning the ionic mechanisms involved in excitation and inhibition in the peripheral and central portions of the nerve cell membrane | [ 72 ]              |
| 1964 | Конрад Блох             | Конрад Блох (1912—2000)             | За открытия, касающиеся механизмов и регуляции обмена холестерина и жирных кислот. Оригинальный текст (англ.)for their discoveries concerning the mechanism and regulation of the cholesterol and fatty acid metabolism                                                                                            | [ 73 ]              |
| 1964 | Феодор Линен            | Феодор Линен (1911—1979)            | За открытия, касающиеся механизмов и регуляции обмена холестерина и жирных кислот. Оригинальный текст (англ.)for their discoveries concerning the mechanism and regulation of the cholesterol and fatty acid metabolism                                                                                            | [ 73 ]              |
| 1965 | Франсуа Жакоб           | Франсуа Жакоб (1920—2013)           | За открытия, касающиеся генетического контроля синтеза ферментов и вирусов. Оригинальный текст (англ.)for their discoveries concerning genetic control of enzyme and virus synthesis | [ 74 ]              |
| 1965 | Андре Львов             | Андре Львов (1902—1994)             | За открытия, касающиеся генетического контроля синтеза ферментов и вирусов. Оригинальный текст (англ.)for their discoveries concerning genetic control of enzyme and virus synthesis | [ 74 ]              |
| 1965 | Жак Моно                | Жак Моно (1910—1976)                | За открытия, касающиеся генетического контроля синтеза ферментов и вирусов. Оригинальный текст (англ.)for their discoveries concerning genetic control of enzyme and virus synthesis | [ 74 ]              |
| 1966 |                         | Фрэнсис Пейтон Роус (1879—1970)     | За открытие онкогенных вирусов. Оригинальный текст (англ.)for his discovery of tumour-inducing viruses | [ 75 ]              |
| 1966 |                         | Чарлз Брентон Хаггинс (1901—1997)   | За открытия, касающиеся гормонального лечения рака предстательной железы. Оригинальный текст (англ.)for his discoveries concerning hormonal treatment of prostatic cancer | [ 75 ]              |
| 1967 | Рагнар Гранит           | Рагнар Гранит (1900—1991)           | За открытия, связанные с первичными физиологическими и химическими зрительными процессами, происходящими в глазу. Оригинальный текст (англ.)for their discoveries concerning the primary physiological and chemical visual processes in the eye                                                                    | [ 76 ]              |
| 1967 | Рагнар Гранит           | Холден Хартлайн (1903—1983)         | За открытия, связанные с первичными физиологическими и химическими зрительными процессами, происходящими в глазу. Оригинальный текст (англ.)for their discoveries concerning the primary physiological and chemical visual processes in the eye                                                                    | [ 76 ]              |
| 1967 | Джордж Уолд             | Джордж Уолд (1906—1997)             | За открытия, связанные с первичными физиологическими и химическими зрительными процессами, происходящими в глазу. Оригинальный текст (англ.)for their discoveries concerning the primary physiological and chemical visual processes in the eye                                                                    | [ 76 ]              |
| 1968 | Роберт Холли            | Роберт Холли (1922—1993)            | За расшифровку генетического кода и его роли в синтезе белков. Оригинальный текст (англ.)for their interpretation of the genetic code and its function in protein synthesis | [ 77 ]              |
| 1968 | Хар Гобинд Корана       | Хар Гобинд Корана (1922—2011)       | За расшифровку генетического кода и его роли в синтезе белков. Оригинальный текст (англ.)for their interpretation of the genetic code and its function in protein synthesis | [ 77 ]              |
| 1968 | Маршалл Ниренберг       | Маршалл Ниренберг (1927—2010)       | За расшифровку генетического кода и его роли в синтезе белков. Оригинальный текст (англ.)for their interpretation of the genetic code and its function in protein synthesis | [ 77 ]              |
| 1969 | Макс Дельбрюк           | Макс Дельбрюк (1906—1981)           | За открытия, касающиеся механизма репликации и генетической структуры вирусов. Оригинальный текст (англ.)for their discoveries concerning the replication mechanism and the genetic structure of viruses | [ 78 ]              |
| 1969 | Алфред Херши            | Алфред Херши (1908—1997)            | За открытия, касающиеся механизма репликации и генетической структуры вирусов. Оригинальный текст (англ.)for their discoveries concerning the replication mechanism and the genetic structure of viruses | [ 78 ]              |
| 1969 | Сальвадор Лурия         | Сальвадор Лурия (1912—1991)         | За открытия, касающиеся механизма репликации и генетической структуры вирусов. Оригинальный текст (англ.)for their discoveries concerning the replication mechanism and the genetic structure of viruses | [ 78 ]              |

### 1970-е годы
| Год  | Портрет                      | Страна, лауреат                              | Обоснование награды | Источник информации |
| ---- | ---------------------------- | -------------------------------------------- | --- | ------------------- |
| 1970 |                              | Бернард Кац (1911—2003)                      | За открытия, касающиеся гуморальных передатчиков в нервных окончаниях и механизмов их хранения, выделения и инактивации. Оригинальный текст (англ.)for their discoveries concerning the humoral transmittors in the nerve terminals and the mechanism for their storage, release and inactivation | [ 79 ]              |
| 1970 | Ульф фон Эйлер (1905—1983)   |                                              | За открытия, касающиеся гуморальных передатчиков в нервных окончаниях и механизмов их хранения, выделения и инактивации. Оригинальный текст (англ.)for their discoveries concerning the humoral transmittors in the nerve terminals and the mechanism for their storage, release and inactivation | [ 79 ]              |
| 1970 | Джулиус Аксельрод            | Джулиус Аксельрод (1912—2004)                | За открытия, касающиеся гуморальных передатчиков в нервных окончаниях и механизмов их хранения, выделения и инактивации. Оригинальный текст (англ.)for their discoveries concerning the humoral transmittors in the nerve terminals and the mechanism for their storage, release and inactivation | [ 79 ]              |
| 1971 |                              | Эрл Сазерленд (1915—1974)                    | За открытия, касающиеся механизмов действия гормонов. Оригинальный текст (англ.)for his discoveries concerning the mechanisms of the action of hormones | [ 80 ]              |
| 1972 | Джералд Эдельман             | Джералд Эдельман (1929—2014)                 | За открытия, касающиеся химической структуры антител. Оригинальный текст (англ.)for their discoveries concerning the chemical structure of antibodies | [ 81 ]              |
| 1972 | Родни Портер                 | Родни Портер (1917—1985)                     | За открытия, касающиеся химической структуры антител. Оригинальный текст (англ.)for their discoveries concerning the chemical structure of antibodies | [ 81 ]              |
| 1973 | Карл фон Фриш                | Карл фон Фриш (1886—1982)                    | За открытия, связанные с созданием и установлением моделей индивидуального и группового поведения животных. Оригинальный текст (англ.)for their discoveries concerning organization and elicitation of individual and social behaviour patterns                                                   | [ 82 ]              |
| 1973 | Конрад Лоренц                | Конрад Лоренц (1903—1989)                    | За открытия, связанные с созданием и установлением моделей индивидуального и группового поведения животных. Оригинальный текст (англ.)for their discoveries concerning organization and elicitation of individual and social behaviour patterns                                                   | [ 82 ]              |
| 1973 | Николас Тинберген            | Николас Тинберген (1907—1988)                | За открытия, связанные с созданием и установлением моделей индивидуального и группового поведения животных. Оригинальный текст (англ.)for their discoveries concerning organization and elicitation of individual and social behaviour patterns                                                   | [ 82 ]              |
| 1974 | Альбер Клод                  | Альбер Клод (1899—1983)                      | За открытия, касающиеся структурной и функциональной организации клетки. Оригинальный текст (англ.)for their discoveries concerning the structural and functional organization of the cell | [ 83 ]              |
| 1974 | Кристиан де Дюв              | Кристиан де Дюв (1917—2013)                  | За открытия, касающиеся структурной и функциональной организации клетки. Оригинальный текст (англ.)for their discoveries concerning the structural and functional organization of the cell | [ 83 ]              |
| 1974 | Джордж Паладе                | Джордж Паладе (1912—2008)                    | За открытия, касающиеся структурной и функциональной организации клетки. Оригинальный текст (англ.)for their discoveries concerning the structural and functional organization of the cell | [ 83 ]              |
| 1975 | Дейвид Балтимор              | Дейвид Балтимор (1938)                       | За открытия, касающиеся взаимодействия между онкогенными вирусами и генетическим материалом клетки. Оригинальный текст (англ.)for their discoveries concerning the interaction between tumour viruses and the genetic material of the cell                                                        | [ 84 ]              |
| 1975 | Ренато Дульбекко             | Ренато Дульбекко (1914—2012)                 | За открытия, касающиеся взаимодействия между онкогенными вирусами и генетическим материалом клетки. Оригинальный текст (англ.)for their discoveries concerning the interaction between tumour viruses and the genetic material of the cell                                                        | [ 84 ]              |
| 1975 | Хоуард Темин (1934—1994)     |                                              | За открытия, касающиеся взаимодействия между онкогенными вирусами и генетическим материалом клетки. Оригинальный текст (англ.)for their discoveries concerning the interaction between tumour viruses and the genetic material of the cell                                                        | [ 84 ]              |
| 1976 | Барух Бламберг               | Барух Бламберг (1925—2011)                   | За открытия, касающиеся новых механизмов происхождения и распространения инфекционных заболеваний. Оригинальный текст (англ.)for their discoveries concerning new mechanisms for the origin and dissemination of infectious diseases                                                              | [ 85 ]              |
| 1976 | Карлтон Гайдузек (1923—2008) |                                              | За открытия, касающиеся новых механизмов происхождения и распространения инфекционных заболеваний. Оригинальный текст (англ.)for their discoveries concerning new mechanisms for the origin and dissemination of infectious diseases                                                              | [ 85 ]              |
| 1977 | Роже Гиймен                  | Роже Гиймен (1924—2024) (1⁄4 премии)         | За открытия, связанные с секрецией пептидных гормонов мозга. Оригинальный текст (англ.)for their discoveries concerning the peptide hormone production of the brain | [ 86 ]              |
| 1977 | Эндрю Шалли                  | Эндрю Шалли (1926–2024) (1⁄4 премии)         | За открытия, связанные с секрецией пептидных гормонов мозга. Оригинальный текст (англ.)for their discoveries concerning the peptide hormone production of the brain | [ 86 ]              |
| 1977 | Розалин Сасмен Ялоу          | Розалин Сасмен Ялоу (1921—2011) (1⁄2 премии) | За развитие радиоиммунологических методов определения пептидных гормонов. Оригинальный текст (англ.)for the development of radioimmunoassays of peptide hormones | [ 86 ]              |
| 1978 | Вернер Арбер                 | Вернер Арбер (1929)                          | За обнаружение рестрикционных ферментов и их применение в молекулярной генетике. Оригинальный текст (англ.)for the discovery of restriction enzymes and their application to problems of molecular genetics                                                                                       | [ 87 ]              |
| 1978 | Даниел Натанс (1928—1999)    |                                              | За обнаружение рестрикционных ферментов и их применение в молекулярной генетике. Оригинальный текст (англ.)for the discovery of restriction enzymes and their application to problems of molecular genetics                                                                                       | [ 87 ]              |
| 1978 | Хамилтон Смит                | Хамилтон Смит (1931)                         | За обнаружение рестрикционных ферментов и их применение в молекулярной генетике. Оригинальный текст (англ.)for the discovery of restriction enzymes and their application to problems of molecular genetics                                                                                       | [ 87 ]              |
| 1979 |                              | Аллан Кормак (1924—1998)                     | За разработку компьютерной томографии. Оригинальный текст (англ.)for the development of computer assisted tomography | [ 88 ]              |
| 1979 | Годфри Хаунсфилд (1919—2004) |                                              | За разработку компьютерной томографии. Оригинальный текст (англ.)for the development of computer assisted tomography | [ 88 ]              |

### 1980-е годы
| Год  | Портрет                  | Страна, лауреат                        | Обоснование награды | Источник информации |
| ---- | ------------------------ | -------------------------------------- | --- | ------------------- |
| 1980 | Барух Бенасерраф         | Барух Бенасерраф (1920—2011)           | За открытия, касающиеся генетически определённых структур на клеточной поверхности, регулирующих иммунные реакции. Оригинальный текст (англ.)for their discoveries concerning genetically determined structures on the cell surface that regulate immunological reactions                                                             | [ 89 ]              |
| 1980 | Жан Доссе                | Жан Доссе (1916—2009)                  | За открытия, касающиеся генетически определённых структур на клеточной поверхности, регулирующих иммунные реакции. Оригинальный текст (англ.)for their discoveries concerning genetically determined structures on the cell surface that regulate immunological reactions                                                             | [ 89 ]              |
| 1980 | Джордж Снелл (1903—1996) |                                        | За открытия, касающиеся генетически определённых структур на клеточной поверхности, регулирующих иммунные реакции. Оригинальный текст (англ.)for their discoveries concerning genetically determined structures on the cell surface that regulate immunological reactions                                                             | [ 89 ]              |
| 1981 | Роджер Сперри            | Роджер Сперри (1913—1994) (1⁄2 премии) | За открытия, касающиеся функциональной специализации полушарий головного мозга. Оригинальный текст (англ.)for his discoveries concerning the functional specialization of the cerebral hemispheres | [ 90 ]              |
| 1981 |                          | Дэвид Хьюбел (1926—2013) (1⁄4 премии)  | За открытия, касающиеся принципов переработки информации в зрительной системе. Оригинальный текст (англ.)for their discoveries concerning information processing in the visual system | [ 90 ]              |
| 1981 | Торстен Визель           | Торстен Визель (1924) (1⁄4 премии)     | За открытия, касающиеся принципов переработки информации в зрительной системе. Оригинальный текст (англ.)for their discoveries concerning information processing in the visual system | [ 90 ]              |
| 1982 | Суне Бергстрём           | Суне Бергстрём (1916—2004)             | За открытия, касающиеся простагландинов и близких к ним биологически активных веществ. Оригинальный текст (англ.)for their discoveries concerning prostaglandins and related biologically active substances | [ 91 ]              |
| 1982 | Бенгт Самуэльсон         | Бенгт Самуэльсон (1934—2024)           | За открытия, касающиеся простагландинов и близких к ним биологически активных веществ. Оригинальный текст (англ.)for their discoveries concerning prostaglandins and related biologically active substances | [ 91 ]              |
| 1982 | Джон Вейн                | Джон Вейн (1927—2004)                  | За открытия, касающиеся простагландинов и близких к ним биологически активных веществ. Оригинальный текст (англ.)for their discoveries concerning prostaglandins and related biologically active substances | [ 91 ]              |
| 1983 | Барбара Мак-Клинток      | Барбара Мак-Клинток (1902—1992)        | За открытие мобильных генетических элементов. Оригинальный текст (англ.)for her discovery of mobile genetic elements | [ 92 ]              |
| 1984 | Нильс Ерне               | Нильс Ерне (1911—1994)                 | За разработку теорий специфичности и развития иммунной системы и открытие принципов выработки моноклональных антител с помощью гибридом. Оригинальный текст (англ.)for theories concerning the specificity in development and control of the immune system and the discovery of the principle for production of monoclonal antibodies | [ 93 ]              |
| 1984 | Георг Кёлер (1946—1995)  |                                        | За разработку теорий специфичности и развития иммунной системы и открытие принципов выработки моноклональных антител с помощью гибридом. Оригинальный текст (англ.)for theories concerning the specificity in development and control of the immune system and the discovery of the principle for production of monoclonal antibodies | [ 93 ]              |
| 1984 | Сесар Мильштейн          | Сесар Мильштейн (1927—2002)            | За разработку теорий специфичности и развития иммунной системы и открытие принципов выработки моноклональных антител с помощью гибридом. Оригинальный текст (англ.)for theories concerning the specificity in development and control of the immune system and the discovery of the principle for production of monoclonal antibodies | [ 93 ]              |
| 1985 | Майкл Браун              | Майкл Браун (1941)                     | За выдающиеся открытия, касающиеся обмена холестерина и лечения нарушений уровня холестерина в крови. Оригинальный текст (англ.)for their discoveries concerning the regulation of cholesterol metabolism | [ 94 ]              |
| 1985 | Джозеф Голдштейн         | Джозеф Голдштейн (1940)                | За выдающиеся открытия, касающиеся обмена холестерина и лечения нарушений уровня холестерина в крови. Оригинальный текст (англ.)for their discoveries concerning the regulation of cholesterol metabolism | [ 94 ]              |
| 1986 | Стэнли Коэн              | Стэнли Коэн (1922—2020)                | За открытие факторов, регулирующих рост клеток и органов. Оригинальный текст (англ.)for their discoveries of growth factors | [ 95 ]              |
| 1986 | Рита Леви-Монтальчини    | Рита Леви-Монтальчини (1909—2012)      | За открытие факторов, регулирующих рост клеток и органов. Оригинальный текст (англ.)for their discoveries of growth factors | [ 95 ]              |
| 1987 | Судзуми Тонегава         | Судзуми Тонегава (1939)                | За открытие генетического механизма возникновения разнообразия антител. Оригинальный текст (англ.)for his discovery of the genetic principle for generation of antibody diversity | [ 96 ]              |
| 1988 | Джеймс Блэк              | Джеймс Блэк (1924—2010)                | За открытие важных принципов лекарственной терапии. Оригинальный текст (англ.)for their discoveries of important principles for drug treatment | [ 97 ]              |
| 1988 | Гертруда Элайон          | Гертруда Элайон (1918—1999)            | За открытие важных принципов лекарственной терапии. Оригинальный текст (англ.)for their discoveries of important principles for drug treatment | [ 97 ]              |
| 1988 | Джордж Хитчингс          | Джордж Хитчингс (1905—1998)            | За открытие важных принципов лекарственной терапии. Оригинальный текст (англ.)for their discoveries of important principles for drug treatment | [ 97 ]              |
| 1989 | Джон Майкл Бишоп         | Джон Майкл Бишоп (1936)                | За открытие клеточного происхождения ретровирусных онкогенов. Оригинальный текст (англ.)for their discovery of the cellular origin of retroviral oncogenes | [ 98 ]              |
| 1989 | Харолд Вармус            | Харолд Вармус (1939)                   | За открытие клеточного происхождения ретровирусных онкогенов. Оригинальный текст (англ.)for their discovery of the cellular origin of retroviral oncogenes | [ 98 ]              |

### 1990-е годы
| Год  | Портрет                    | Страна, лауреат                   | Обоснование награды | Источник информации |
| ---- | -------------------------- | --------------------------------- | --- | ------------------- |
| 1990 |                            | Джозеф Мюррей (1919—2012)         | За открытия, касающиеся трансплантации органов и клеток при лечении болезней. Оригинальный текст (англ.)for their discoveries concerning organ and cell transplantation in the treatment of human disease                                                                         | [ 99 ]              |
| 1990 | Эдвард Донналл Томас       | Эдвард Донналл Томас (1920—2012)  | За открытия, касающиеся трансплантации органов и клеток при лечении болезней. Оригинальный текст (англ.)for their discoveries concerning organ and cell transplantation in the treatment of human disease                                                                         | [ 99 ]              |
| 1991 | Эрвин Неер                 | Эрвин Неер (1944)                 | За открытия, касающиеся функций одиночных ионных каналов в клетках. Оригинальный текст (англ.)for their discoveries concerning reversible protein phosphorylation as a biological regulatory mechanism                                                                            | [ 100 ]             |
| 1991 | Берт Сакман                | Берт Закман (1942)                | За открытия, касающиеся функций одиночных ионных каналов в клетках. Оригинальный текст (англ.)for their discoveries concerning reversible protein phosphorylation as a biological regulatory mechanism                                                                            | [ 100 ]             |
| 1992 | Эдмонд Фишер               | Эдмонд Фишер (1920—2021)          | За открытия, касающиеся обратимого белкового фосфорилирования как механизма биологической регуляции. Оригинальный текст (англ.)for their discoveries of split genes | [ 101 ]             |
| 1992 | Эдвин Кребс (1918—2009)    |                                   | За открытия, касающиеся обратимого белкового фосфорилирования как механизма биологической регуляции. Оригинальный текст (англ.)for their discoveries of split genes | [ 101 ]             |
| 1993 | Ричард Робертс             | Ричард Робертс (1943)             | За открытие, независимо друг от друга, прерывистой структуры гена. Оригинальный текст (англ.)for their discoveries of split genes | [ 102 ]             |
| 1993 | Филлип Шарп                | Филлип Шарп (1944)                | За открытие, независимо друг от друга, прерывистой структуры гена. Оригинальный текст (англ.)for their discoveries of split genes | [ 102 ]             |
| 1994 | Альфред Гилман             | Альфред Гилман (1941—2015)        | За открытие G-белков и роли этих белков в передаче сигнала в клетке. Оригинальный текст (англ.)for their discovery of G-proteins and the role of these proteins in signal transduction in cells                                                                                   | [ 103 ]             |
| 1994 | Мартин Родбелл             | Мартин Родбелл (1925—1998)        | За открытие G-белков и роли этих белков в передаче сигнала в клетке. Оригинальный текст (англ.)for their discovery of G-proteins and the role of these proteins in signal transduction in cells                                                                                   | [ 103 ]             |
| 1995 |                            | Эдвард Льюис (1918—2004)          | За открытия, касающиеся генетического контроля на ранних стадиях эмбрионального развития. Оригинальный текст (англ.)for their discoveries concerning the genetic control of early embryonic development                                                                           | [ 104 ]             |
| 1995 | Кристиана Нюсляйн-Фольхард | Кристиана Нюсляйн-Фольхард (1942) | За открытия, касающиеся генетического контроля на ранних стадиях эмбрионального развития. Оригинальный текст (англ.)for their discoveries concerning the genetic control of early embryonic development                                                                           | [ 104 ]             |
| 1995 | Эрик Вишаус                | Эрик Вишаус (1947)                | За открытия, касающиеся генетического контроля на ранних стадиях эмбрионального развития. Оригинальный текст (англ.)for their discoveries concerning the genetic control of early embryonic development                                                                           | [ 104 ]             |
| 1996 | Питер Дохерти              | Питер Дохерти (1940)              | За открытия в области иммунной системы человека, в частности её способности выявлять клетки, поражённые вирусом. Оригинальный текст (англ.)for their discoveries concerning the specificity of the cell mediated immune defence                                                   | [ 105 ]             |
| 1996 | Рольф Цинкернагель         | Рольф Цинкернагель (1944)         | За открытия в области иммунной системы человека, в частности её способности выявлять клетки, поражённые вирусом. Оригинальный текст (англ.)for their discoveries concerning the specificity of the cell mediated immune defence                                                   | [ 105 ]             |
| 1997 | Стенли Прузинер            | Стенли Прузинер (1942)            | За открытие прионов, нового биологического принципа инфекции. Оригинальный текст (англ.)for his discovery of Prions - a new biological principle of infection | [ 106 ]             |
| 1998 | Роберт Ферчготт            | Роберт Ферчготт (1916—2009)       | За открытие роли оксида азота как сигнальной молекулы в регуляции сердечно-сосудистой системы. Оригинальный текст (англ.)for their discoveries concerning nitric oxide as a signalling molecule in the cardiovascular system                                                      | [ 107 ]             |
| 1998 | Луис Игнарро               | Луис Игнарро (1941)               | За открытие роли оксида азота как сигнальной молекулы в регуляции сердечно-сосудистой системы. Оригинальный текст (англ.)for their discoveries concerning nitric oxide as a signalling molecule in the cardiovascular system                                                      | [ 107 ]             |
| 1998 | Ферид Мурад                | Ферид Мурад (1936—2023)           | За открытие роли оксида азота как сигнальной молекулы в регуляции сердечно-сосудистой системы. Оригинальный текст (англ.)for their discoveries concerning nitric oxide as a signalling molecule in the cardiovascular system                                                      | [ 107 ]             |
| 1999 | Гюнтер Блобел              | Гюнтер Блобел (1936—2018)         | За обнаружение в белковых молекулах сигнальных аминокислотных последовательностей, ответственных за адресный транспорт белков в клетке. Оригинальный текст (англ.)for the discovery that proteins have intrinsic signals that govern their transport and localization in the cell | [ 108 ]             |

### 2000-е годы
| Год  | Портрет                 | Страна, лауреат                             | Обоснование награды | Источник информации |
| ---- | ----------------------- | ------------------------------------------- | --- | ------------------- |
| 2000 | Арвид Карлссон          | Арвид Карлссон (1923—2018)                  | За открытия, связанные с передачей сигналов в нервной системе. Оригинальный текст (англ.)for their discoveries concerning signal transduction in the nervous system | [ 109 ]             |
| 2000 | Пол Грингард            | Пол Грингард (1925—2019)                    | За открытия, связанные с передачей сигналов в нервной системе. Оригинальный текст (англ.)for their discoveries concerning signal transduction in the nervous system | [ 109 ]             |
| 2000 | Эрик Кандел             | Эрик Кандел (1929)                          | За открытия, связанные с передачей сигналов в нервной системе. Оригинальный текст (англ.)for their discoveries concerning signal transduction in the nervous system | [ 109 ]             |
| 2001 |                         | Леланд Хартвелл (1939)                      | За открытие ключевых регуляторов клеточного цикла. Оригинальный текст (англ.)for their discoveries of key regulators of the cell cycle | [ 110 ]             |
| 2001 | Тимоти Хант             | Тимоти Хант (1943)                          | За открытие ключевых регуляторов клеточного цикла. Оригинальный текст (англ.)for their discoveries of key regulators of the cell cycle | [ 110 ]             |
| 2001 | Пол Нерс                | Пол Нерс (1949)                             | За открытие ключевых регуляторов клеточного цикла. Оригинальный текст (англ.)for their discoveries of key regulators of the cell cycle | [ 110 ]             |
| 2002 | Сидней Бреннер          | Сидней Бреннер (1927—2019)                  | За открытия в области генетического регулирования развития органов и механизмов апоптоза. Оригинальный текст (англ.)for their discoveries concerning genetic regulation of organ development and programmed cell death'                                                       | [ 111 ]             |
| 2002 | Роберт Хорвиц (1947)    |                                             | За открытия в области генетического регулирования развития органов и механизмов апоптоза. Оригинальный текст (англ.)for their discoveries concerning genetic regulation of organ development and programmed cell death'                                                       | [ 111 ]             |
| 2002 | Джон Салстон            | Джон Салстон (1942—2018)                    | За открытия в области генетического регулирования развития органов и механизмов апоптоза. Оригинальный текст (англ.)for their discoveries concerning genetic regulation of organ development and programmed cell death'                                                       | [ 111 ]             |
| 2003 |                         | Пол Лотербур (1929—2007)                    | За открытия, касающиеся метода магнитно-резонансной томографии. Оригинальный текст (англ.)for their discoveries concerning magnetic resonance imaging | [ 112 ]             |
| 2003 | Питер Мэнсфилд          | Питер Мэнсфилд (1933—2017)                  | За открытия, касающиеся метода магнитно-резонансной томографии. Оригинальный текст (англ.)for their discoveries concerning magnetic resonance imaging | [ 112 ]             |
| 2004 | Ричард Эксел            | Ричард Эксел (1946)                         | За исследования обонятельных рецепторов и организации системы органов обоняния. Оригинальный текст (англ.)for their discoveries of odorant receptors and the organization of the olfactory system                                                                             | [ 113 ]             |
| 2004 | Линда Бак               | Линда Бак (1947)                            | За исследования обонятельных рецепторов и организации системы органов обоняния. Оригинальный текст (англ.)for their discoveries of odorant receptors and the organization of the olfactory system                                                                             | [ 113 ]             |
| 2005 | Барри Маршалл           | Барри Маршалл (1951)                        | За работы по изучению влияния бактерии Helicobacter pylori на возникновение гастрита и язвы желудка и двенадцатиперстной кишки. Оригинальный текст (англ.)for their discovery of the bacterium Helicobacter pylori and its role in gastritis and peptic ulcer disease         | [ 114 ]             |
| 2005 | Робин Уоррен            | Робин Уоррен (1937—2024)                    | За работы по изучению влияния бактерии Helicobacter pylori на возникновение гастрита и язвы желудка и двенадцатиперстной кишки. Оригинальный текст (англ.)for their discovery of the bacterium Helicobacter pylori and its role in gastritis and peptic ulcer disease         | [ 114 ]             |
| 2006 | Эндрю Файер             | Эндрю Файер (1959)                          | За открытие РНК-интерференции — эффекта гашения активности определённых генов. Оригинальный текст (англ.)for their discovery of RNA interference - gene silencing by double-stranded RNA                                                                                      | [ 115 ]             |
| 2006 | Крейг Мелло)            | Крейг Мелло (1960)                          | За открытие РНК-интерференции — эффекта гашения активности определённых генов. Оригинальный текст (англ.)for their discovery of RNA interference - gene silencing by double-stranded RNA                                                                                      | [ 115 ]             |
| 2007 | Марио Капекки           | Марио Капекки (1937)                        | За открытие принципов введения специфических генных модификаций у мышей с использованием эмбриональных стволовых клеток. Оригинальный текст (англ.)for their discoveries of principles for introducing specific gene modifications in mice by the use of embryonic stem cells | [ 116 ]             |
| 2007 | Мартин Эванс            | Мартин Эванс (1941)                         | За открытие принципов введения специфических генных модификаций у мышей с использованием эмбриональных стволовых клеток. Оригинальный текст (англ.)for their discoveries of principles for introducing specific gene modifications in mice by the use of embryonic stem cells | [ 116 ]             |
| 2007 | Оливер Смитис           | Оливер Смитис (1925—2017)                   | За открытие принципов введения специфических генных модификаций у мышей с использованием эмбриональных стволовых клеток. Оригинальный текст (англ.)for their discoveries of principles for introducing specific gene modifications in mice by the use of embryonic stem cells | [ 116 ]             |
| 2008 | Харальд цур Хаузен      | Харальд цур Хаузен (1936—2023) (1⁄2 премии) | За открытие вируса папилломы человека, вызывающего рак шейки матки. Оригинальный текст (англ.)for his discovery of human papilloma viruses causing cervical cancer | [ 117 ]             |
| 2008 | Франсуаза Барре-Синусси | Франсуаза Барре-Синусси (1947) (1⁄4 премии) | За открытие ВИЧ. Оригинальный текст (англ.)for their discovery of human immunodeficiency virus | [ 117 ]             |
| 2008 | Люк Монтанье            | Люк Монтанье (1932—2022) (1⁄4 премии)       | За открытие ВИЧ. Оригинальный текст (англ.)for their discovery of human immunodeficiency virus | [ 117 ]             |
| 2009 | Элизабет Блэкберн       | Элизабет Блэкберн (1948)                    | За открытие механизмов защиты хромосом теломерами и фермента теломеразы. Оригинальный текст (англ.)for the discovery of how chromosomes are protected by telomeres and the enzyme telomerase                                                                                  | [ 118 ]             |
| 2009 | Кэрол Грейдер           | Кэрол Грейдер (1961)                        | За открытие механизмов защиты хромосом теломерами и фермента теломеразы. Оригинальный текст (англ.)for the discovery of how chromosomes are protected by telomeres and the enzyme telomerase                                                                                  | [ 118 ]             |
| 2009 | Джек Шостак             | Джек Шостак (1952)                          | За открытие механизмов защиты хромосом теломерами и фермента теломеразы. Оригинальный текст (англ.)for the discovery of how chromosomes are protected by telomeres and the enzyme telomerase                                                                                  | [ 118 ]             |

### 2010-е годы
| Год  | Портрет         | Страна, лауреат, годы жизни                        | Обоснование награды | Источник информации |
| ---- | --------------- | -------------------------------------------------- | --- | ------------------- |
| 2010 | Роберт Эдвардс  | Роберт Эдвардс (1925—2013)                         | За технологию искусственного оплодотворения in vitro. Оригинальный текст (англ.)for the development of in vitro fertilization | [ 119 ]             |
| 2011 | Жюль Хоффман    | Жюль Офман (1941) (1⁄4 премии)                     | За работы по изучению активации врождённого иммунитета. Оригинальный текст (англ.)their discoveries concerning the activation of innate immunity                                                                                      | [ 120 ]             |
| 2011 | Брюс Бётлер     | Брюс Бётлер (1957) (1⁄4 премии)                    | За работы по изучению активации врождённого иммунитета. Оригинальный текст (англ.)their discoveries concerning the activation of innate immunity                                                                                      | [ 120 ]             |
| 2011 | Ральф Стайнман  | Ральф Стайнман (1943—2011) (1⁄2 премии; посмертно) | За открытие дендритных клеток и изучение их значения для приобретённого иммунитета. Оригинальный текст (англ.)for his discovery of the dendritic cell and its role in adaptive immunity                                               | [ 120 ]             |
| 2012 | Джон Гердон     | Джон Гердон (1933)                                 | За работы в области биологии развития и получения индуцированных стволовых клеток. Оригинальный текст (англ.)for the discovery that mature cells can be reprogrammed to become pluripotent                                            | [ 123 ]             |
| 2012 | Синъя Яманака   | Синъя Яманака (1962)                               | За работы в области биологии развития и получения индуцированных стволовых клеток. Оригинальный текст (англ.)for the discovery that mature cells can be reprogrammed to become pluripotent                                            | [ 123 ]             |
| 2013 | Джеймс Ротман   | Джеймс Ротман (1950)                               | За открытия механизмов регуляции везикулярного транспорта — основной транспортной системы наших клеток Оригинальный текст (англ.)for their discoveries of machinery regulating vesicle traffic, a major transport system in our cells | [ 124 ]             |
| 2013 | Рэнди Шекман    | Рэнди Шекман (1948)                                | За открытия механизмов регуляции везикулярного транспорта — основной транспортной системы наших клеток Оригинальный текст (англ.)for their discoveries of machinery regulating vesicle traffic, a major transport system in our cells | [ 124 ]             |
| 2013 | Томас Зюдхоф    | Томас Зюдхоф (1955)                                | За открытия механизмов регуляции везикулярного транспорта — основной транспортной системы наших клеток Оригинальный текст (англ.)for their discoveries of machinery regulating vesicle traffic, a major transport system in our cells | [ 124 ]             |
| 2014 | Джон О’Киф      | Джон О’Киф (1939)                                  | За открытие нейронов, составляющих систему позиционирования в головном мозге Оригинальный текст (англ.)for their discoveries of cells that constitute a positioning system in the brain                                               | [ 125 ]             |
| 2014 | Мей-Бритт Мозер | Мей-Бритт Мозер (1963)                             | За открытие нейронов, составляющих систему позиционирования в головном мозге Оригинальный текст (англ.)for their discoveries of cells that constitute a positioning system in the brain                                               | [ 125 ]             |
| 2014 | Эдвард Мозер    | Эдвард Мозер (1962)                                | За открытие нейронов, составляющих систему позиционирования в головном мозге Оригинальный текст (англ.)for their discoveries of cells that constitute a positioning system in the brain                                               | [ 125 ]             |
| 2015 | Уильям Кэмпбелл | Уильям Кэмпбелл (1930) (1⁄4 премии)                | За открытия, касающиеся новых методов борьбы с инфекциями, вызываемыми паразитическими круглыми червями Оригинальный текст (англ.)for their discoveries concerning a novel therapy against infections caused by roundworm parasites   | [ 126 ]             |
| 2015 | Сатоси Омура    | Сатоси Омура (1935) (1⁄4 премии)                   | За открытия, касающиеся новых методов борьбы с инфекциями, вызываемыми паразитическими круглыми червями Оригинальный текст (англ.)for their discoveries concerning a novel therapy against infections caused by roundworm parasites   | [ 126 ]             |
| 2015 | Ту Юю           | Ту Юю (1930) (1⁄2 премии)                          | За открытия, касающиеся новых методов борьбы с малярией Оригинальный текст (англ.)for her discoveries concerning a novel therapy against Malaria                                                                                      | [ 126 ]             |
| 2016 | Ёсинори Осуми   | Ёсинори Осуми (1945)                               | За открытие механизмов аутофагии Оригинальный текст (англ.)"for his discoveries of mechanisms for autophagy" | [ 127 ]             |
| 2017 | Джеффри Холл    | Джеффри Холл (1945) (1⁄3 премии)                   | За открытия молекулярных механизмов, управляющих циркадным ритмом Оригинальный текст (англ.)"for their discoveries of molecular mechanisms controlling the circadian rhythm"                                                          | [ 128 ]             |
| 2017 | Майкл Росбаш    | Майкл Росбаш (1944) (1⁄3 премии)                   | За открытия молекулярных механизмов, управляющих циркадным ритмом Оригинальный текст (англ.)"for their discoveries of molecular mechanisms controlling the circadian rhythm"                                                          | [ 128 ]             |
| 2017 | Майкл Янг       | Майкл Янг (1949) (1⁄3 премии)                      | За открытия молекулярных механизмов, управляющих циркадным ритмом Оригинальный текст (англ.)"for their discoveries of molecular mechanisms controlling the circadian rhythm"                                                          | [ 128 ]             |
| 2018 | Тасуку Хондзё   | Тасуку Хондзё (1942) (1⁄2 премии)                  | За их открытия терапии рака путём ингибирования отрицательной иммунной регуляции Оригинальный текст (англ.)"for their discovery of cancer therapy by inhibition of negative immune regulation."                                       | [ 129 ]             |
| 2018 | Джеймс Эллисон  | Джеймс Эллисон (1948) (1⁄2 премии)                 | За их открытия терапии рака путём ингибирования отрицательной иммунной регуляции Оригинальный текст (англ.)"for their discovery of cancer therapy by inhibition of negative immune regulation."                                       | [ 129 ]             |
| 2019 | Уильям Кэлин    | Уильям Кэлин (1957) (1⁄3 премии)                   | За их открытия того, как клетки чувствуют и адаптируются к доступности кислорода (см. Клеточное дыхание). Оригинальный текст (англ.)"for their discoveries of how cells sense and adapt to oxygen availability"                       | [ 130 ]             |
| 2019 | Питер Рэтклифф  | Питер Рэтклифф (1954) (1⁄3 премии)                 | За их открытия того, как клетки чувствуют и адаптируются к доступности кислорода (см. Клеточное дыхание). Оригинальный текст (англ.)"for their discoveries of how cells sense and adapt to oxygen availability"                       | [ 130 ]             |
| 2019 | Грегг Семенза   | Грегг Семенза (1956) (1⁄3 премии)                  | За их открытия того, как клетки чувствуют и адаптируются к доступности кислорода (см. Клеточное дыхание). Оригинальный текст (англ.)"for their discoveries of how cells sense and adapt to oxygen availability"                       | [ 130 ]             |

1. ↑  Был нарушен устав Нобелевского комитета, разрешающий вручать премии только живым на момент объявления о присуждении премии (что было принято в 1974 году). По решению Нобелевского комитета Ральф Стайнман был награждён Нобелевской премией посмертно, поскольку на момент вручения премии Нобелевский комитет считал лауреата живым[3][121][122].

### 2020-е годы
| Год  | Портрет                             | Страна, лауреат                      | Обоснование награды | Источник информации |
| ---- | ----------------------------------- | ------------------------------------ | --- | ------------------- |
| 2020 | Харви Джей Алтер                    | Харви Джей Алтер (1935) (1⁄3 премии) | За открытие вируса гепатита C. Оригинальный текст (англ.)"for the discovery of Hepatitis C virus." | [ 131 ]             |
| 2020 | Майкл Хаутон                        | Майкл Хаутон (1949) (1⁄3 премии)     | За открытие вируса гепатита C. Оригинальный текст (англ.)"for the discovery of Hepatitis C virus." | [ 131 ]             |
| 2020 | Чарльз Райс                         | Чарльз Райс (1952) (1⁄3 премии)      | За открытие вируса гепатита C. Оригинальный текст (англ.)"for the discovery of Hepatitis C virus." | [ 131 ]             |
| 2021 | Дэвид Джулиус                       | Дэвид Джулиус (1955) (1⁄2 премии)    | За открытие рецепторов температуры и прикосновения. Оригинальный текст (англ.)"for their discoveries of receptors for temperature and touch." | [ 132 ]             |
| 2021 | Ардем Патапутян (1967) (1⁄2 премии) |                                      | За открытие рецепторов температуры и прикосновения. Оригинальный текст (англ.)"for their discoveries of receptors for temperature and touch." | [ 132 ]             |
| 2022 | Сванте Паабо                        | Сванте Паабо (1955)                  | За открытия, связанные с геномами вымерших гоминин и эволюцией человека. Оригинальный текст (англ.)"for his discoveries concerning the genomes of extinct hominins and human evolution" | [ 133 ]             |
| 2023 | Каталин Карико                      | Каталин Карико (1955) (1⁄2 премии)   | За открытия, касающиеся модификаций нуклеозидных оснований, которые позволили разработать эффективные мРНК-вакцины против COVID-19. Оригинальный текст (англ.)"for their discoveries concerning nucleoside base modifications that enabled the development of effective mRNA vaccines against COVID-19" | [ 134 ] [ 135 ]     |
| 2023 | Дрю Вайсман (1959) (1⁄2 премии)     |                                      | За открытия, касающиеся модификаций нуклеозидных оснований, которые позволили разработать эффективные мРНК-вакцины против COVID-19. Оригинальный текст (англ.)"for their discoveries concerning nucleoside base modifications that enabled the development of effective mRNA vaccines against COVID-19" | [ 134 ] [ 135 ]     |
| 2024 |                                     | Виктор Эмброс (1953) (1⁄2 премии)    | За открытие микроРНК и ее роли в посттранскрипционной регуляции генов. Оригинальный текст (англ.)"for the discovery of microRNA and its role in post-transcriptional gene regulation" | [ 136 ]             |
| 2024 | Гэри Равкан (1952) (1⁄2 премии)     |                                      | За открытие микроРНК и ее роли в посттранскрипционной регуляции генов. Оригинальный текст (англ.)"for the discovery of microRNA and its role in post-transcriptional gene regulation" | [ 136 ]             |

## Статистика по полу и возрасту
- Первой женщиной-лауреатом премии стала Герти Кори в 1947 году; по состоянию на 2023 год премии были удостоены ещё 13 женщин[137].
- Самым молодым на момент вручения премии лауреатом стал Фредерик Бантинг, удостоенный её в 1923 году в возрасте 32 лет. Самым пожилым был лауреат 1966 года Фрэнсис Роус, которому на момент получения исполнилось 87 лет[3].

## Статистика по странам
|                                                                 |                     |               |              |             |                |                |            |              |              |             |             |             |                  |             |                |                 |              |          |              |                     |                  |
| Флаг США                                                        | Флаг Великобритании | Флаг Германии | Флаг Франции | Флаг Швеции | Флаг Швейцарии | Флаг Австралии | Флаг Дании | Флаг Австрии | Флаг Бельгии | Флаг Канады | Флаг Японии | Флаг Италии | Флаг Нидерландов | Флаг России | Флаг Аргентины | Флаг Португалии | Флаг Испании | Флаг ЮАР | Флаг Венгрии | Флаг Новой Зеландии | Флаг Люксембурга |
| лауреаты с одним гражданством                                   |                     |               |              |             |                |                |            |              |              |             |             |             |                  |             |                |                 |              |          |              |                     |                  |
| лауреаты, не имеющие однозначной государственной принадлежности |                     |               |              |             |                |                |            |              |              |             |             |             |                  |             |                |                 |              |          |              |                     |                  |